# PPŠ-41
PPŠ-41, tudi Špagin (rusko:  Пистолет-пулемёт Шпагина; Pistoljet-puljemjot Špagina - dobesedno "strojna pištola Špagina") je sovjetska brzostrelka iz časa druge svetovne vojne, katero je razvil Gregorij Špagin na osnovi PPD-40. Tako, kot predhodnica, je tudi brzostrelka PPŠ-41 nastala na osnovi finske brzostrelke Suomi KP-31.
Za razliko od predhodnice PPD je bila njena izdelava cenena in lahka, saj je bilo večino kosov izdelanih iz stisnjene pločevine, kot pri MP 40, pa tudi število sestavnih delov je bilo zato manjše. Čas izdelave se je v primerjavi s časom izdelave brzostrelke PPD skoraj prepolovil. Zaradi kompenzatorja odsuna je bila njena natančnost do 70% boljša od tiste pri PPD-40.
Brzostrelka je v kompletu vsebovala dva bobnasta nabojnika s kapaciteto 71 nabojev, vendar so jih za zmanjšanje možnosti zastoja ponavadi polnili le s 65 naboji. Prve serije so bile izdelane iz dokaj tanke pločevine, kar je pomenilo večjo možnost deformacije in posledično zastoje. Namesto teh je bil uveden klasični nabojnik kapacitete 35 nabojev, leta 1944 pa so se pojavili bobnasti nabojniki, ki so bili izdelani bolj kakovostno in so bili zato zanesljivejši.
Delovanje brzostrelke je na principu prostega zaklepa, strelja pa iz odprtega zaklepa. Hitrost streljanja je približno 1000 nabojev na minuto, kar pomeni večji odsun v primerjavi z drugimi brzostrelkami tistega časa. Prožilni mehanizem vsebuje selektor, ki omogoča posamično ali rafalno streljanje. Za varnost ima ročica za napenjanje zaklepa drsnik, ki blokira neželeno gibanje zaklepa naprej ali nazaj, s tem pa je tudi verjetnost strela ob udarcu ali padcu na tla zmanjšana (neželeno gibanje zaklepaje sicer značilnost orožij na principu odprtega zaklepa).
Sama zasnova orožja omogoča enostavno vzdrževanje, saj sta cev in zaklep kromirana, kar zmanjša možnost korozije, pa tudi verjetnost zastojev zaradi slabega čiščenja se zmanjša. Orožje je za čiščenje možno hitro in enostavno razstaviti in sestaviti, saj sta spodnji in zgornji del zaklepišča spojena z dvema osema, od katerih je možno zadnjo izvleči, sprednja pa deluje kot tečaj.
Ravno zaradi enostavnosti vzdrževanja je bila brzostrelka primerna za slabše usposobljene nabornike, zaradi robustnosti pa je bila zelo priljubljena za boje v naselju. ki so potekali na krajših razdaljah.

## Galerija
- Sovjetska mornarica s PPŠji leta 1945, eden od vojakov ima PPS-43.
- PPŠ je bila priljubljena tudi v nemškem Wehrmachtu; prizor iz bitke za Stalingrad.
- Slovenski partizan Adolf Arigler s PPŠ.
- Poljski vojaki s PPŠji leta 1951.
- Sovjetski vojak s PPŠ leta 1953.
- Vzhodnonemški vojak s PPŠ leta 1961.